# 威廉·桑顿

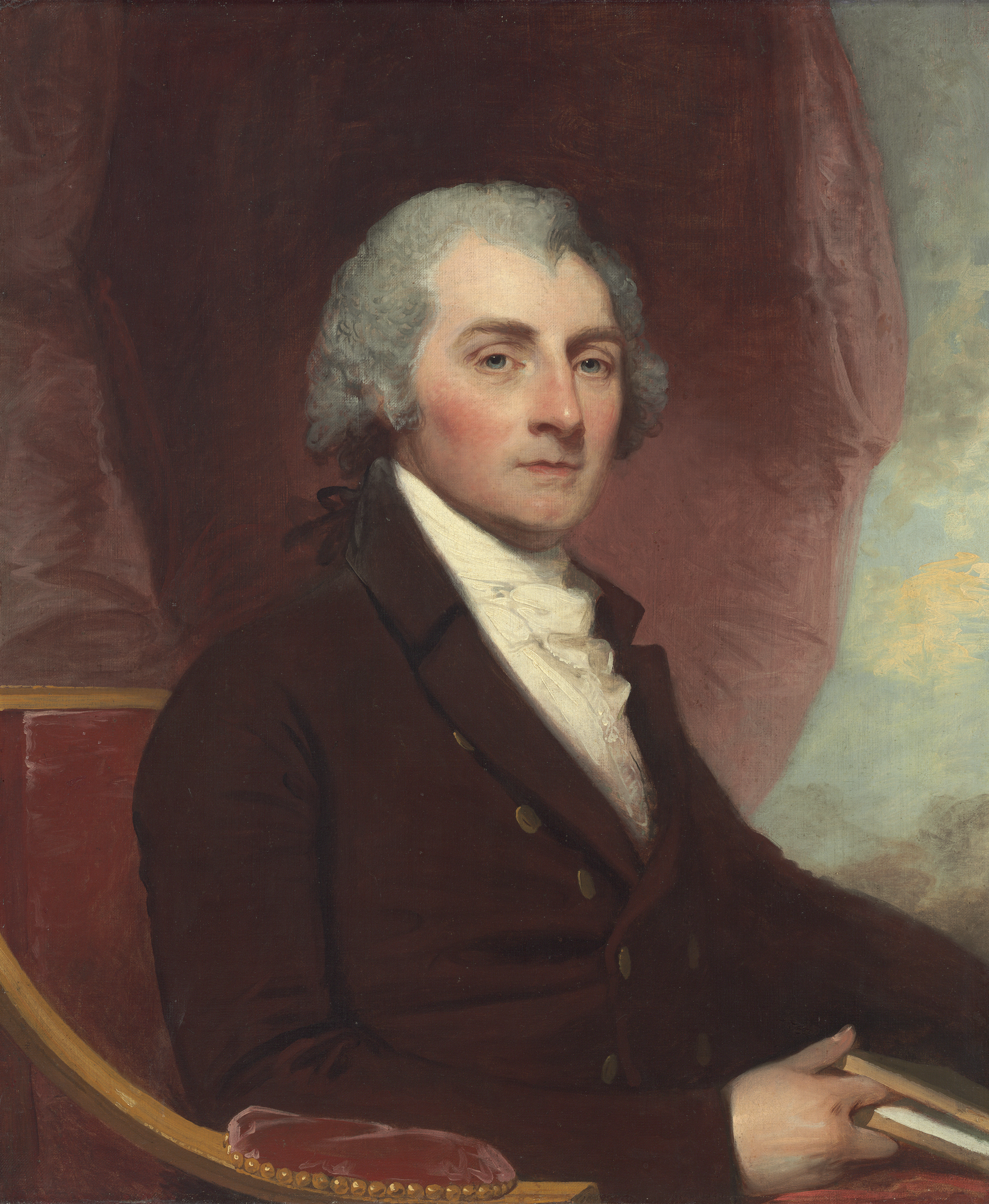
威廉·桑顿

威廉·桑顿（1759年5月20日—1828年3月28日）是一位美国医生、发明家、画家和建筑师，生于英屬維爾京群島約斯特·范代克島的一个贵格会社区。 五岁时，他前往英国學習。1786年秋移民美国费城。他曾參與設計美国国会大厦。他还是美国专利商标局的第一任局长。